# Catostomus discobolus
Catostomus discobolus és una espècie de peix de la família dels catostòmids i de l'ordre dels cipriniformes. Es troba als Estats Units d'Amèrica, a la part alta del Riu Colorado (de Gran Canyó en amunt) a Wyoming, Colorado, Utah, Nou Mèxic i Arizona, al sistema del Riu Snake a Wyoming i Idaho i a la conca del Llac Bonneville a Idaho, Wyoming i Utah.
Viu en ràpids rocosos i corrents en rius petits o grans, rarament en llacs. En general ocupa un gran rang d'hàbitats, des de rierols de muntanya d'agües fredes a corrents càlides i tèrboles. Els adults viuen en fluxos d'aigua moderats o forts sobre el substrat rocós; els joves prefereixen zones poc profundes prop dels marges del riu. La fresa es produeix sobre la grava de rierols petits.